# Чжан Цзиньфу
Чжан Цзиньфу́ (кит. 张劲夫, пиньинь Zhāng Jìngfū или Zhāng Jìnfū; 6 июня 1914, уезд Хэфэй, провинция Аньхой, Китайская Республика — 31 июля 2015, Пекин, КНР) — китайский армейский политработник и государственный деятель, министр финансов КНР (1975—1979).

## Биография
Родился в крестьянской семье. Окончил Нанкин сяочжуанский университет, с 1932 года работал школьным учителем, затем директором школы (Dachangshan Haigong School).
В 1935 году вступил в ряды КПК. В начале Второй Японо-китайской войны из-за наступления оккупационных сил переехал из Шанхая в Ухань.
В апреле 1938 году был назначен начальником отдела пропаганды правительства провинции Аньхой Через год он стал заместителем директора политического отдела Цзянбэйского командования штаба Новой четвертой армии.
В январе 1940 года становится секретарем коммунистической партии провинции Jinpuludong и одновременно занимал пост директора политического департамента пятого отряда Новой четвёртой армии. Через год был назначен заместителем директора политического департамента второго дивизиона Новой четвертой армии.
С февраля 1942 года служил в качестве политического комиссара четвертой бригады второго дивизиона Новой четвертой армии и одновременно главой отдела пропаганды городского округа Хуайнань, затем — политический комиссар Второго военного округа.
В 1949 году был назначен вице-мэром и заместителем секретаря Коммунистической партии Ханчжоу, административного центра провинции Чжэцзян. После основания Китайской Народной Республики работал на различных должностях в правительства провинции Чжэцзян, являлся заместителем директора Восточно-китайского военного и политического комитета, финансово-экономического комитета, работал в аппарате Государственного совета КНР и Министерства местной промышленности.
В 1956 году избран вице-президентом Академии наук КНР и помощником ее президента Го Можо.
- 1975—1979 гг. — министр финансов КНР,
- 1980—1982 гг. — губернатор провинции Аньхой. Его преемником на посту губернатора Чжоу Цзыцзянь. С января 1975 по август 1979 года он был министром финансов Китайской Народной
- 1982—1987 гг. — председатель Национального экономикого комитета и член Госсовета КНР.

На 13-м съезде Коммунистической партии Китая (1987) был избран в состав Постоянного комитета Центральной консультативной комиссии КПК.
Его сын, Чжан Мао, женился на дочери бывшего заместителя премьера Госсовета КНР Гу Му и занимал пост министра промышленности и торговли Китайской Народной Республики.
Умер 31 июля 2015 года в Пекине. Тело Чжана было кремировано 6 августа 2015 года. Семь высокопоставленных руководителей Китая присутствовали на похоронах на революционном кладбище Бабаошань на западе Пекина.